# 虹の滝 (香川県)
虹の滝（こうのたき）は香川県木田郡三木町小蓑に存在する滝。香川県二級河川香東川水系に属する。三木町内における景勝地として知られ、周辺は三木町産業振興課農林係によってキャンプ場として整備されている。そのため本項目では、周辺施設である虹の滝キャンプ場（こうのたききゃんぷじょう）についても解説する。

## 景勝地・虹の滝
三木町の中でも讃岐山脈の山間部となる、小蓑地区の南に位置している。正確には雄滝・雌滝と呼ばれる1対の2滝を指して「虹の滝」と総称している。1968年に四国新聞社によって新さぬき百景に選ばれており、香川県の指定する香川のみどり百選のひとつでもある。
水量が十分な時には水煙が立ち上り、常に虹が見える事から「虹の滝」の名が冠されたとされている。

### 雄滝

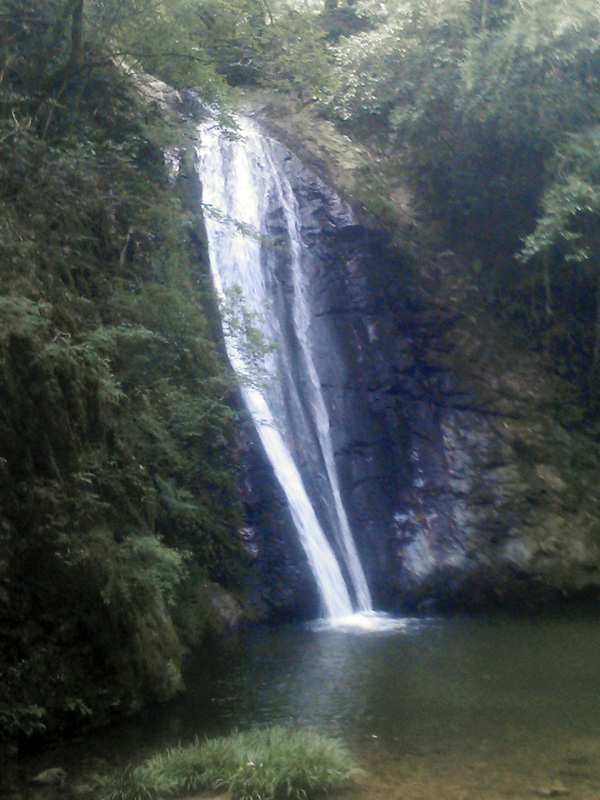
虹の滝・雄滝

キャンプ場遊歩道の最奥にある、幅5m、高さ11mの滝。その高さおよび落差、周辺岩場の急坂より「かもじか滝」とも呼ばれる。

### 雌滝

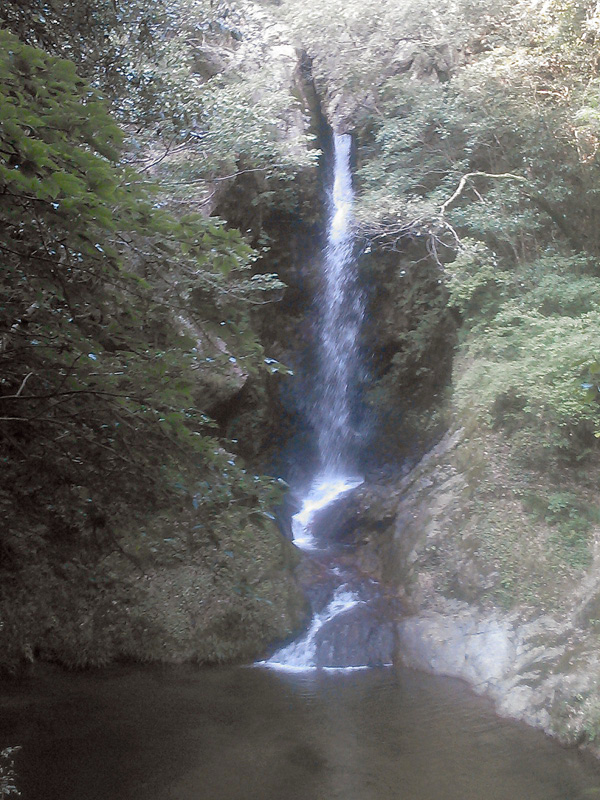
虹の滝・雌滝

キャンプ場遊歩道のバンガローを超えて見える、幅6m、高さ8mの滝。滝の吹き出し口から成る滝の形状により「銚子滝」とも称される。

## 虹の滝キャンプ場
三木町産業振興課によって管理されているキャンプ場。設備利用には同町役場に対し電話やウェブサイト等にて、一旦、問い合わせた後、役場の指示に従って利用申請を行う必要がある。なお、雄滝・雌滝ともに本キャンプ場の奥にあるため、上記の各滝に行く場合、必ず本キャンプ場を通過する事になる。(単なる通過や景勝であれば設備利用の申請は不要)

### 設備
- テントサイト
- バンガロー
- バーベキューコンロ（野外かまど）
- 滝展望台
- 事務所・トイレ・駐車場

## アクセス
香川県道42号小蓑前田東線沿い。駐車場完備。
- （塩江温泉方面から）国道193号を東進し小蓑交差点にて香川県道42号を北上。
- （三木町方面から）香川県道42号砂入交差点から同県道を南下。

### 公共交通機関利用
- ことでんバス塩江線、塩江停留所（道の駅しおのえ前）下車。停留所からタクシーまたは自家用車で約10分（徒歩では約1時間30分）
- 三木町コミュニティバス町内循環、田中コース線、農村運動広場停留所[2]下車。停留所からタクシーまたは自家用車で約30分（徒歩では約2時間30分）
- 三木町コミュニティバス山南地区循環、小蓑・朝倉コース線、小蓑下所停留所[3]下車、県道42号線を北戻約800m、徒歩約15分。

### アクセスに関する注意点
- 虹の滝のある位置は、香川県道42号小蓑前田東線上において「異常気象時の通行制限区間」の指定を受けている。この区間は路幅が狭小（特に「警笛鳴らせ」の標識が多く地域慣習的に発生した小さな待避スペースも存在する）であるため大型車の通行が禁止されており、中型車であっても通行が困難で、対向の利便性を考えるならばこの区間の通行には小型車や普通車が望ましいとされる。当然、大雨・雪・路面凍結の危険がある場合は通行規制（最悪の場合は通行止規制）がかかる事となる。そのため来訪には、滝である事、川沿いである事も勘案した上で天候に細心の注意を払う必要がある。
- 三木町コミュニティバスのうち、山南地区循環線は運行日が各コースにつき週2日、便数も1日3便と少ない。利用の折にはそれらに気をつけ、場合によってはタクシーなど別の交通手段を控えておく必要がある。

## その他
香川県道42号小蓑前田東線・国道193号交点となる小蓑交差点から、県道側に入ってすぐの場所に「虹の滝大橋（こうのたきおおはし）」という橋がかかっている。ただしこれは小蓑地区の隣地区である奥山地区にある香東川の源流から流れ出ている河川本流にかかっている橋である。実際には虹の滝大橋よりも西側（下流）の合流点で、虹の滝（小蓑）からの複流と合流し、塩江地区に流れ出ている。つまり、虹の滝大橋は虹の滝からの流れに架けられている橋ではない上に、この橋の位置は虹の滝ではない。なお、虹の滝キャンプ場内の遊歩道には「虹の滝橋（こうのたきはし）」という橋が架けられており、こちらは虹の滝から流れる川の上に存在する。

## 備考
1. 1 2 3 4  三木町公式サイトより
2. ↑  フリー乗車区間であるため運動公園まで行かず、県道42号上で降ろしてもらう事も可能
3. ↑  フリー乗車区間であるため小蓑下所まで行かず、県道42号上のキャンプ場案内板前で乗降させてもらう事も可能